# Kiepojcie
Kiepojcie (Duits: Eszergallen; 1936-1938: Eschergallen; 1938-1945: Äschenbruch) is een plaats in het Poolse woiwodschap Ermland-Mazurië, in het district Gołdapski. De plaats maakt deel uit van de gemeente Dubeninki en telt 91 inwoners.